# Schloss Oberkotzau

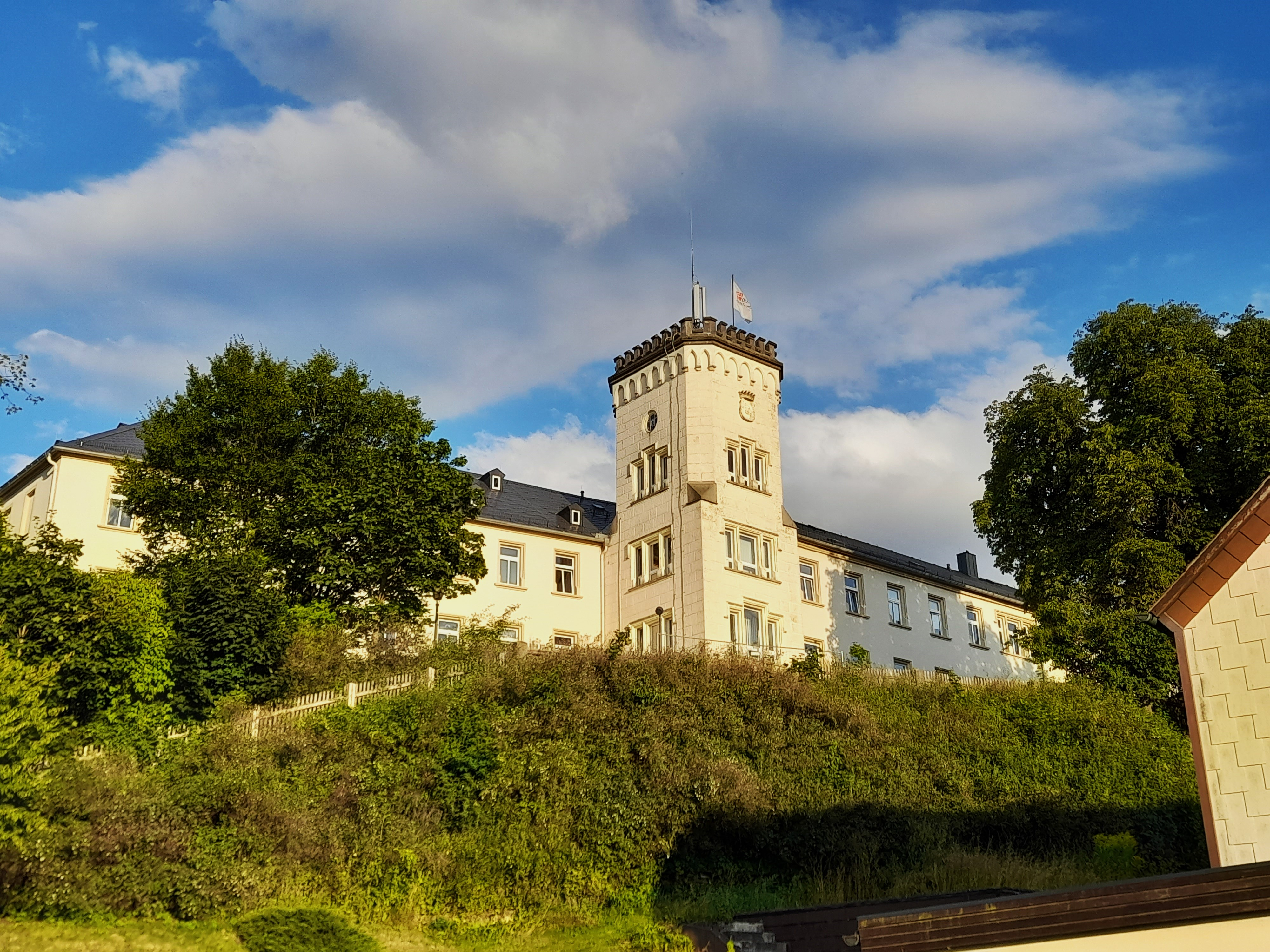
Schloss Oberkotzau

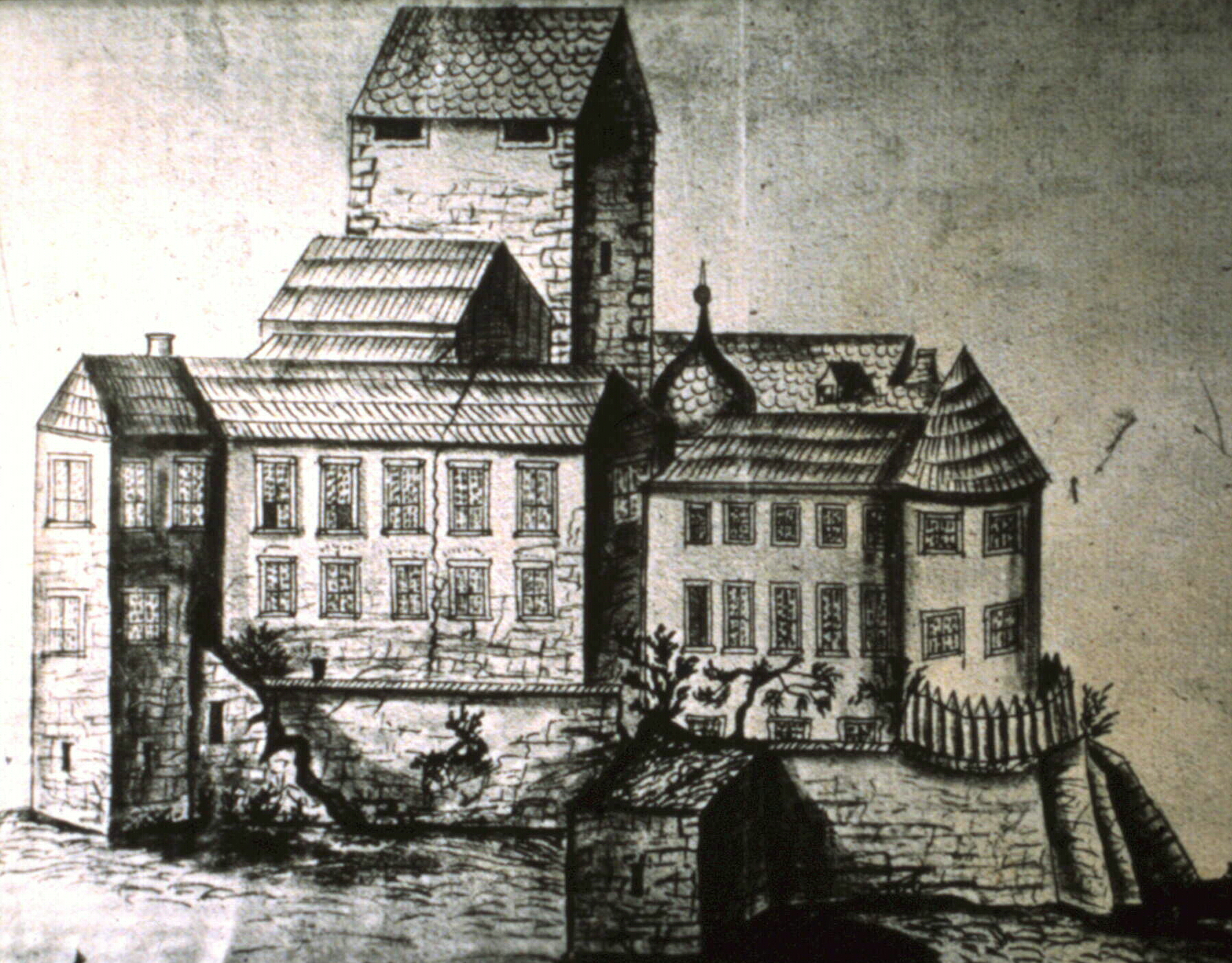
Historische Zeichnung der vormaligen Burganlage

Das Schloss Oberkotzau ist eine Schlossanlage im Markt Oberkotzau im Landkreis Hof in Bayern.

## Geschichte
Die Geschichte des Schlosses reicht zurück bis zum Ansitz der Familie von Kotzau. Das Schloss wurde mehrmals zerstört, auch in den Hussitenkriegen. Im 18. Jahrhundert war die Anlage weitgehend verfallen und wurde im barocken Stil wieder aufgebaut. Verbaute Elemente eines Turmes und der Kapelle sind noch bekannt. Nach dem Ortsbrand von 1852 wurde die Schlossanlage in ihrer heutigen Gestalt errichtet.
Für die Nachkommen der „nicht standesgemäßen“ Verbindung des Markgrafen Georg Albrecht der Jüngere, Sohn von Georg Albrecht den Älteren aus dem Haus der fränkischen Hohenzollern und der bürgerlichen Lichtenberger Kastnerstochter Regina Magdalena Lutz wurde der Name des ausgestorbenen Rittergeschlechtes von Kotzau neu vergeben und in der zweiten Generation mit dem Freiherrentitel und einem gemehrten Familienwappen ausgestattet. Die Familie bezog das Schloss Oberkotzau und bewohnte es bis 1962. Sie starb 1976 im Mannesstamm aus.

## Lage und Aussehen
Das zweiflügelige Schloss erhebt sich auf einem zentral gelegenen Hügel über dem Markt. Am Fuße des Hügels befinden sich in geringer Entfernung der Marktplatz und die evangelische Kirche.

## Heutige Nutzung
Der linke Flügel beherbergt ein Wohnheim für Menschen mit einer psychischen Behinderung der Diakonie Hochfranken. Der rechte Flügel ist in Privatbesitz. Dort können Ferienwohnungen angemietet werden. Am Schloss sind kleine Nutzgebäude erhalten, die bereits zu den Vorgängerbauten gehörten. Auf dem Gelände des dahinter liegenden ehemaligen Schlossparks befindet sich das modern gestaltete Terrassenfreibad.